# Ivo Ulich
Ivo Ulich, född 9 september 1974, är en tjeckisk tidigare fotbollsspelare.
Ivo Ulich spelade 8 landskamper för det tjeckiska landslaget. Han deltog bland annat i Fifa Confederations Cup 1997.